# شبکه سیاهرگی مثانه
شبکه سیاهرگی مثانه (انگلیسی: Vesical venous plexus) شبکه دهانه‌ای بخش پایینی مثانه و قاعده پروستات را می‌پوشاند و با شبکه‌های سیاهرگی زهاری/پودندال و پروستات ارتباط برقرار می‌کند.
این شبکه سیاهرگی با استفاده از چندین سیاهرگ مثانه‌ای به درون سیاهرگ‌های ایلیاک داخلی تخلیه می‌شود.

## ساختار آناتومیک
شبکه سیاهرگی مثانه از به هم پیوستن سیاهرگ‌های کوچک متعدد در اطراف قاعده مثانه و پروستات (در مردان) تشکیل می‌شود. این شبکه به صورت عمده از دو بخش تشکیل شده است:
- بخش فوقانی: در مجاورت سطح تحتانی مثانه
- بخش تحتانی: در اطراف پروستات (در مردان) یا پیشابراه (در زنان)

این شبکه از طریق سیاهرگ‌های مثانه‌ای (Vesical veins) به سیاهرگ تهیگاهی درونی تخلیه می‌شود.

## روابط آناتومیک
شبکه سیاهرگی مثانه با ساختارهای زیر ارتباط نزدیک دارد:
- در مردان:
  - پروستات در خلف
  - مجرای دفران در طرفین
- در زنان:
  - دیواره قدامی واژن
  - رحم در خلف

این شبکه با شبکه سیاهرگی زهاری و شبکه سیاهرگی رکتال نیز ارتباط دارد.

## اهمیت بالینی

### وریدگشتی (واریس)
اتساع غیرطبیعی این شبکه می‌تواند منجر به تشکیل واریس مثانه شود که در موارد زیر مشاهده می‌شود:
- افزایش فشار ورید باب در سیروز کبدی
- انسداد وریدهای لگنی

### در جراحی
این شبکه در جراحی‌های زیر اهمیت دارد:
- پروستاتکتومی رادیکال
- سیستکتومی (برداشت مثانه)